# Arto Melleri
Arto Matti Vihtori Melleri, född 7 september 1956 i Lappajärvi, död 13 maj 2005 i Helsingfors, var en finländsk författare. 
Melleri hörde till förnyarna av den finska poesin under slutet av 1900-talet. Element från populärkulturen förenas i hans dikter med en stark känsla för det urbana livets puls. En drastisk humor och groteska bilder utmärker många texter. Bland hans samlingar märks Schlaageriseppele (1978), Mau-Mau (1982), Johnny B. Goethe (1985), Elävien kirjoissa (1992) och Puukkobulevaardi (1997). Han var även en uppmärksammad dramatiker, som specialskrev pjäser för Ryhmäteatteri och Teatteri Pieni Suomi samt författade libretton till Olli Kortekangas tv-opera Grand Hotel. Stor uppmärksamhet väckte pjäsen Pete Q (1978), en individualistisk predikan i protest mot politiseringen av konsten, som han skrev tillsammans med Jukka Asikainen och Heikki Vuento. Melleri belönades med Kalevi Jäntti-priset 1979 och Finlandiapriset 1991.